# جيمس شارب
جيمس شارب (بالإنجليزية: James Sharp)‏ (1 يناير 1869 في المملكة المتحدة - ) هو مدرب كرة قدم ولاعب كرة قدم بريطاني (وحمل سابقاً جنسية المملكة المتحدة لبريطانيا العظمى وأيرلندا) في مركز الهجوم. لعب مع بريستون نورث إيند وDarwen F.C. (1870) ‏.